# Lebong
Lebong és una serralada muntanyosa del districte de Kumaon o Kumaun, a Uttarakhand, al sistema de l'Himàlaia, situada entre les valls del Bians i el Dharma. El travessa un port de muntanya. El cim té una elevació de 5.872 metres.